# Pribislaw II.
Pribislaw II., auch Pribislav II., († nach 21. Juni 1316) war ein Fürst aus der Linie Parchim-Richenberg des Hauses Mecklenburg. Er war zeitweise Herr des Landes Belgard.
Er war der ältere Sohn von Pribislaw I., der die Herrschaft Parchim-Richenberg verloren hatte und Herr im Lande Belgard war, und einer Tochter Richards von Friesack. Pribislaw II. war seit ca. 1269 mit Katharina († nach 1. Januar 1312), einer Tochter Mestwins II. und der Jutta von Wettin-Brehna vermählt. Aus dieser Ehe gingen ein Sohn Mestwin, der noch vor dem Vater starb, († nach 1. Januar 1312) und eine Tochter Lukardis († nach 3. Juni 1362), die die zweite Ehefrau von Wladislaus von Beuthen und Cosel wurde, hervor. 
Pribislaw II. war von 1276/1277 an Herr des Landes Belgard. Das Land hatte er anfänglich von Herzog Barnim I. von Pommern zu Lehen. Nach dem Frieden von Vierraden 1284 erhielten die brandenburger Markgrafen die Pfandherrschaft über das Land Belgard sowie über die Lande Daber und Welschenburg, belehnten aber Pribislaw II. sowie seine Verwandten damit. Doch 1288 nahm Herzog Bogislaw IV. die Lande in seinen Besitz.
Pribislaw II. machte im Jahre 1289 eine Schenkung von 200 Hufen Landes an das Kloster Bukow, im Jahre 1312 verpfändete er dem Deutschen Orden den See Malsche bei Preußisch Stargard. 
Noch 1316 nahm er an der Schlacht vor Stralsund am Hainholz teil.
Mit Pribislaw II. erlosch die Linie Parchim-Richenberg des Hauses Mecklenburg im Mannesstamm. 